# Компанійський провулок (Київ)
Компанійський прову́лок — вулиця в Подільському районі міста Києва, місцевість Куренівка. Пролягає від вулиці Гетьмана Павла Бута до вулиці Тараса Трясила.

## Історія
Виник у середині XX століття як провулок без назви. З 1955 року назва на честь російського електротехніка Павла Яблочкова — .
8 лютого 2024 року Київська міська рада підтримала перейменування провулку на честь компанійців — вільнонайманих полків Гетьманщини.